# Edison Miranda
Edison Miranda (Buenaventura, Valle del Cauca, 7 de enero de 1981) es un exboxeador profesional colombiano nacionalizado puertorriqueño que compitió entre 2001 y 2014. Desafió una vez por cada título mundial de peso medio y peso súper mediano de la FIB, y fue considerado uno de los contendientes más peligrosos en el peso mediano debido a su porcentaje excepcionalmente alto de nocaut.

## Trayectoria
Se convirtió en campeón NABO de peso mediano de América del Norte el 16 de junio de 2005 al vencer a José Varela. El 23 de septiembre de 2006, Miranda se enfrentó a Arthur Abraham, campeón mundial de la FIB en la categoría, pero perdió los puntos por unanimidad ante los jueces.
Pasó al súper mediano después de una derrota ante Kelly Pavlik y un segundo revés contra Abraham, pero también perdió ante Andre Ward el 16 de mayo de 2009, pero el 22 de octubre tomó el cinturón interino del campeón norteamericano NABO6. Pierde su pelea contra Lucian Bute el 17 de abril de 2010 por el cinturón supermediano de la FIB.

## Distinciones
Su victoria en la tercera ronda contra David Banks fue elegida como KO del Año en 2008 por Ring Magazine.